# Bara y Miz
Bara y Miz fue un municipio español de la provincia de Huesca.

## Historia
Hacia mediados del siglo XIX, el municipio tenía contabilizada una población de seis habitantes de catastro. Aparece descrito en el tercer volumen del Diccionario geográfico-estadístico-histórico de España y sus posesiones de Ultramar de Pascual Madoz con las siguientes palabras:

BARA y MIZ: l. con ayunt. de la prov., dióc. y adm. de rent. de Huesca, part. jud. de Boltaña, aud. terr. y c. g. de Zaragoza. Es uno de los que componen el valle de Nocito y se divide en 2 barrios dist. el uno de otro como 3/4 de hora. Se halla sit. á la márg. der. del r. Alcanadre en una cañada que forman las sierras de Guara al S. y Abellada y Azpe al N., combatida por los vientos de E. y O. con clima saludable. Tiene 16 casas y 1 igl. parr. bajo la advocacion de San Pedro Apóstol, que está en Bara, de la que depende una capilla del barrio de Miz, á la que pasa el cura á decir misa todos los dias festivos; el curato es de cuarta clase y se provee por S. M. ó el diocesano, prévia oposicion en concurso general. El térm. confina N. y S. la referida Sierra de Guara y Abellada, E. la pardina de Betatilla, y O. Used, estendiéndose 1 hora por cada una de sus direcciones. El terreno es algo frio con algun arbolado y yerbas de pasto para ganado mudo, aunque bañado por el r. Alcanadre no se fertiliza con sus aguas por la profundidad de su cáuce; prod.: mistura, avena, pocas legumbres y hortalizas; cria ganado lanar y cabrio, caza y pesca en el repetido r.; pobl.: 6 vec. de catastro; contr.: 1,913 rs. 4 maravedis.
(Madoz, 1846, p. 371)

El municipio de Bara y Miz despareció de cara al censo de 1877 y el territorio pasó a formar parte del de Secorún. Para el censo de 1960 Secorún pasó a llamarse Laguarta. Entre el censo de 1981 y el anterior, Laguarta desaparece porque se integra por partes en los municipios Boltaña y Sabiñánigo.

## Demografía
| Gráfica de evolución demográfica de Bara y Miz entre 1842 y 1887 |
| |
| Población de derecho según los censos de población del INE Población de hecho según los censos de población del INEEntre el censo de 1857 y el anterior, crece el término del municipio porque incorpora a Abellada y Azpe, Bentué de Nocito, Ibirque y Used Entre el censo de 1897 y el anterior, este municipio desaparece porque se integra en el municipio Laguarta |